# شاهزاده و من ۲: عروسی سلطنتی
شاهزاده و من ۲: عروسی سلطنتی (انگلیسی: The Prince & Me 2: The Royal Wedding) فیلمی در ژانر کمدی رمانتیک است که در سال ۲۰۰۶ منتشر شد. از بازیگران آن می‌توان به کم هسکین، لوک مابلی، و کلمنسی برتن-هیل اشاره کرد.

## خلاصه داستان
تنها چند هفته به مراسم عروسی سلطنتی، پیج و ادوارد از یک قانون قدیمی با خبر میشند. طبق این قانون وارث تاج و تخته فقط باید با زنی که خون نجیب‌زادگان توی رگاش باشه ازدواج کنه وگرنه باید از تاج خود چشم پوشی کنه…